# Estação de Saint-Quentin-en-Yvelines - Montigny-le-Bretonneux
Estação de Saint-Quentin-en-Yvelines - Montigny-le-Bretonneux é uma estação ferroviária francesa na linha de Paris-Montparnasse a Brest, localizada na vila nova de Saint-Quentin-en-Yvelines, no território da comuna de Montigny-le-Bretonneux, no departamento de Yvelines, na região da Ilha de França.
É uma estação da Société Nationale des Chemins de Fer Français (SNCF), servida pelos trens da linha N do Transilien (rede Paris-Montparnasse), pelos da linha U do Transilien (linha La Défense – La Verrière) e os da linha C do RER, mas também pela rede TER Centre-Val de Loire.

## Situação ferroviária

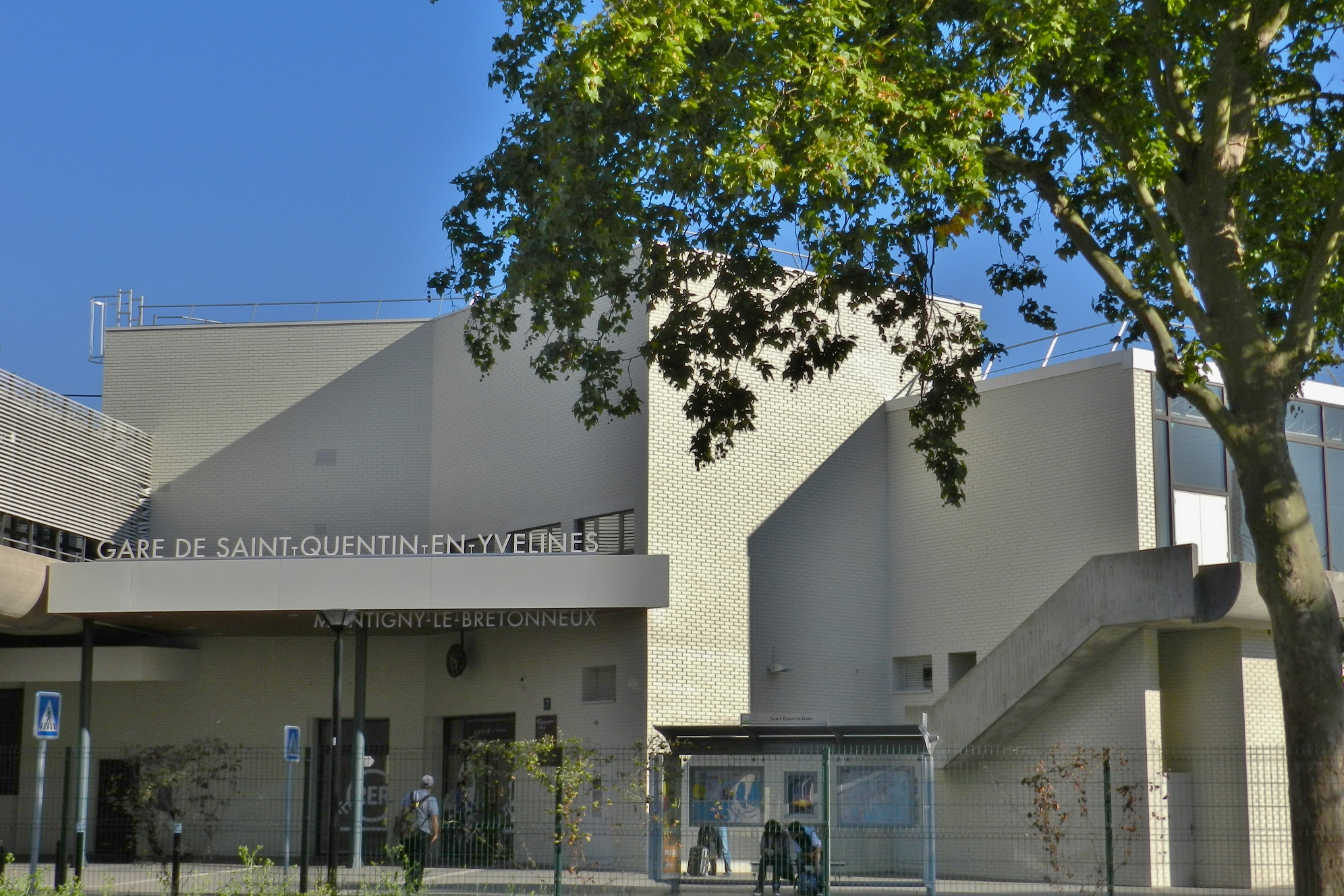
Entrada para o edifício de passageiros, lado Pas du Lac (noroeste dos trilhos).

Estabelecida a 164 m de altitude, a estação de Saint-Quentin-en-Yvelines - Montigny-le-Bretonneux está localizada no ponto quilométrico (PK) 23.989 da linha de Paris-Montparnasse a Brest, entre as estações de Saint-Cyr e de Trappes.

## História
A estação foi inaugurada em 1975, quando foi criada a vila nova de Saint-Quentin-en-Yvelines.
Segundo estimativas da SNCF, a frequência anual na estação era de:
| Ano         | 2020      | 2019       | 2018       | 2017       | 2016       | 2015       |
| ----------- | --------- | ---------- | ---------- | ---------- | ---------- | ---------- |
| Passageiros | 6 368 898 | 11 640 712 | 12 196 000 | 12 912 173 | 13 381 659 | 13 789 333 |

## Serviço aos passageiros

### Entrada
Estação SNCF, ela possui um edifício de passageiros com guichês Île-de-France, uma agência Transilien e uma loja Grandes Lignes. Ela possui ainda autômatos (Transilien e Grandes Lignes), sistema de informação de circulação de trens em tempo real, sistema de controle de bilhetes ampliado e circuitos magnéticos para deficientes auditivos. Desde a reforma, passou a abrigar também diversos comércios, com destaque para restaurantes e lojas de conveniência.
Ela está equipada com três plataformas centrais que servem seis vias. A mudança de plataforma é feita por uma passagem subterrânea.

### Ligação
Em 2015, a estação é servida por:

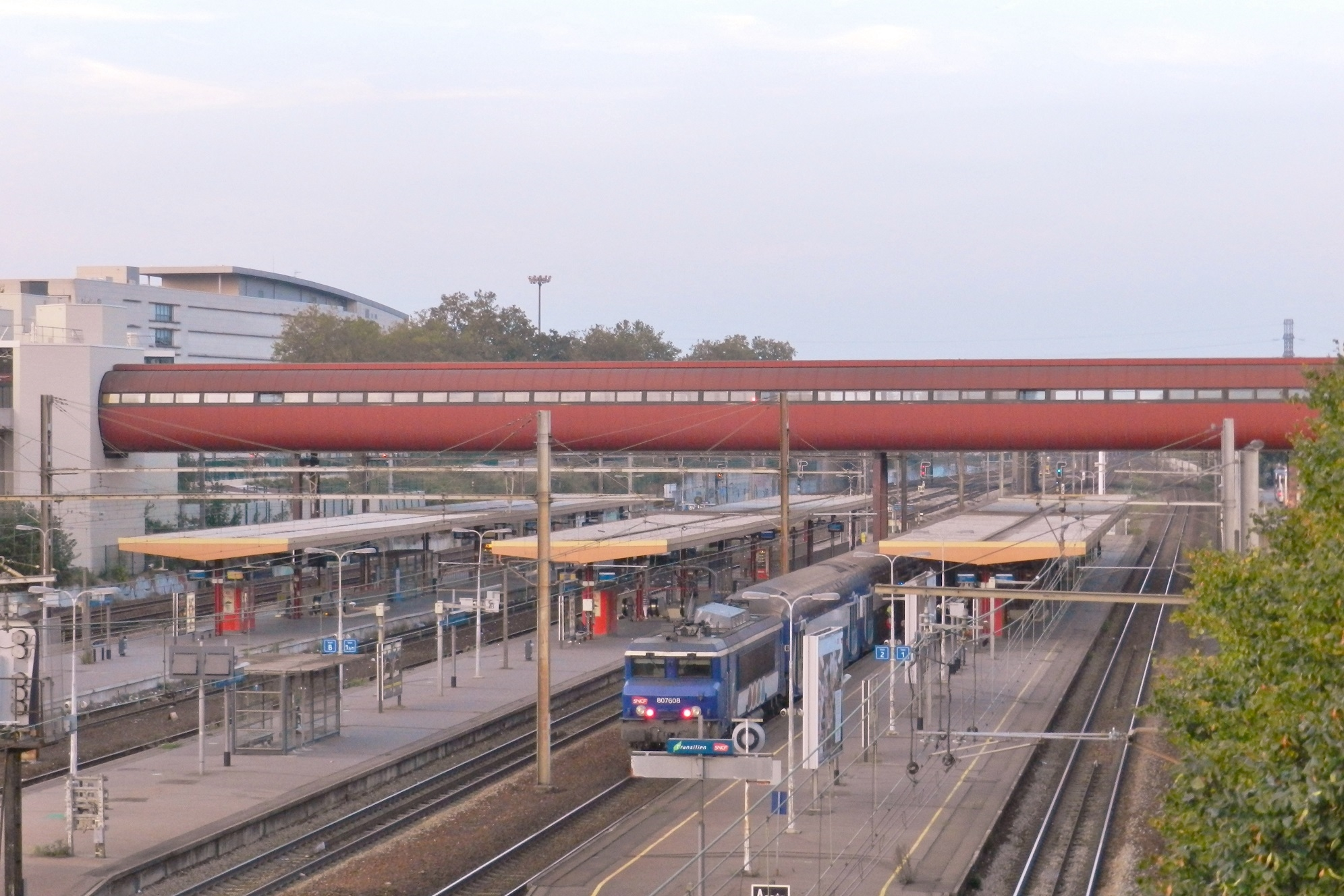
Trem BB 7600 + VB2N na plataforma, linha N.

- trens da linha N da Transilien (ramal Paris - Rambouillet), à razão[3] de um trem a cada 30 minutos, exceto nos horários de pico, quando a frequência é de um trem a cada 15 minutos. As viagens são asseguradas por carros suburbanos de dois andares (VB 2N), rebocados ou empurrados em reversibilidade pelos BB 7600 ou BB 27300. O tempo de viagem é de aproximadamente 30 minutos de Rambouillet e 24 minutos a 37 minutes de Paris-Montparnasse;
- trens da linha U do Transilien, à razão de um trem a cada 30 minutos, exceto nos horários de pico quando a frequência é de um trem a cada 15 minutos. O tempo de viagem é de aproximadamente 10 minutos de La Verrière e 33 minutos de La Défense.
- trens da linha C do RER (ramal C7), do qual é o terminal, à razão[4] de um trem a cada 30 minutos, exceto nos horários de pico quando a frequência é de um trem a cada 15 minutos. As rotas são fornecidas por Z 5600, Z 8800, Z 20500 e Z 20900. O tempo de viagem é de cerca de 1 hora e 50 minutos de Saint-Martin-d'Étampes, e cerca de 40 minutos de Paris-Invalides. Durante os períodos de pico da semana, os trens de (à noite) e para (de manhã) Dourdan também circulam. O tempo de viagem é de aproximadamente 2 horas de Dourdan - La Forêt.

Desde dezembro de 2020, um TER na linha de Paris – Chartres faz uma parada em Saint-Quentin-en-Yvelines de segunda a sexta-feira, apenas no sentido Paris-província. A viagem leva 20 minutos de Paris-Montparnasse; é fornecido pelo Regio 2N ou pelo TER 2N NG da região Centro-Vale do Loire.

### Renovação
Uma reforma ocorreu entre os meses de fevereiro de 2011 e de setembro de 2013: renovação da sala de espera, modificação das fachadas, criação de um passadiço pedonal com lojas (estas deslocadas temporariamente para edifícios modulares ao ar livre). Uma nova entrada também será criada no lado RD 10. Finalmente, as antigas infraestruturas abandonadas (um restaurante e uma biblioteca universitária) serão renovadas.
No mês de março de 2012, a antiga biblioteca universitária foi totalmente destruída para abrigar a futura rodoviária de ônibus intermunicipais que circulam no lado RD 10 (que posteriormente será transformado em avenida urbana) da estação SNCF.
Em 7 de março de 2012, uma primeira metade renovada da salle des pas perdus foi aberta ao público, que pôde ver a extensão do trabalho realizado. Esta abertura dá lugar ao mesmo tempo ao encerramento da segunda metade desta sala para também proceder à sua renovação. Por sua vez, a rodoviária subterrânea também sofreu uma reversão de sua entrada durante a vigência das obras.
Desde maio de 2013, a outra parte da Salle des Pas Perdus foi aberta ao público; a estação de metro volta assim a ter os seus dois acessos livres, com os seus dois elevadores para deficientes.
A estação renovada foi inaugurada oficialmente em 18 de setembro de 2013.

### Intermodalidade
A estação é servida pelas linhas 401, 414, 415, 419, 444, 458, 460, 461, 463, 464, 465, 466, 467, 468 e 475 da rede de ônibus Sqybus, pelas linhas 5, 10, 50 e 78 da empresa de transporte Hourtoule, pelas linhas 91.10 e 91.11 da empresa de transporte Albatrans, pelas linhas Express 67 e 501 do estabelecimento Transdev em Houdan, pelas linhas 100 e 502 da Poissy-Les Mureaux, pela linha Express 12 da Transdev estabelecimento em Rambouillet, pela linha Express 16 do estabelecimento Transdev em Conflans, pela linha Express 4 da transportadora CSO, pela linha 307 da transportadora SAVAC, pela linha 51 da transportadora STAVO, pela linha 503 da o estabelecimento Transdev em Nanterre e, à noite, pela linha N145 da rede Noctilien.
Existem três terminais de ônibus para as linhas de ônibus: de cada lado da RD10 e da via férrea, e um terminal subterrâneo que permite uma travessia mais rápida do centro da cidade.
Um estacionamento e um parque de bicicletas estão localizados ao seu redor.

## Galeria de fotografias

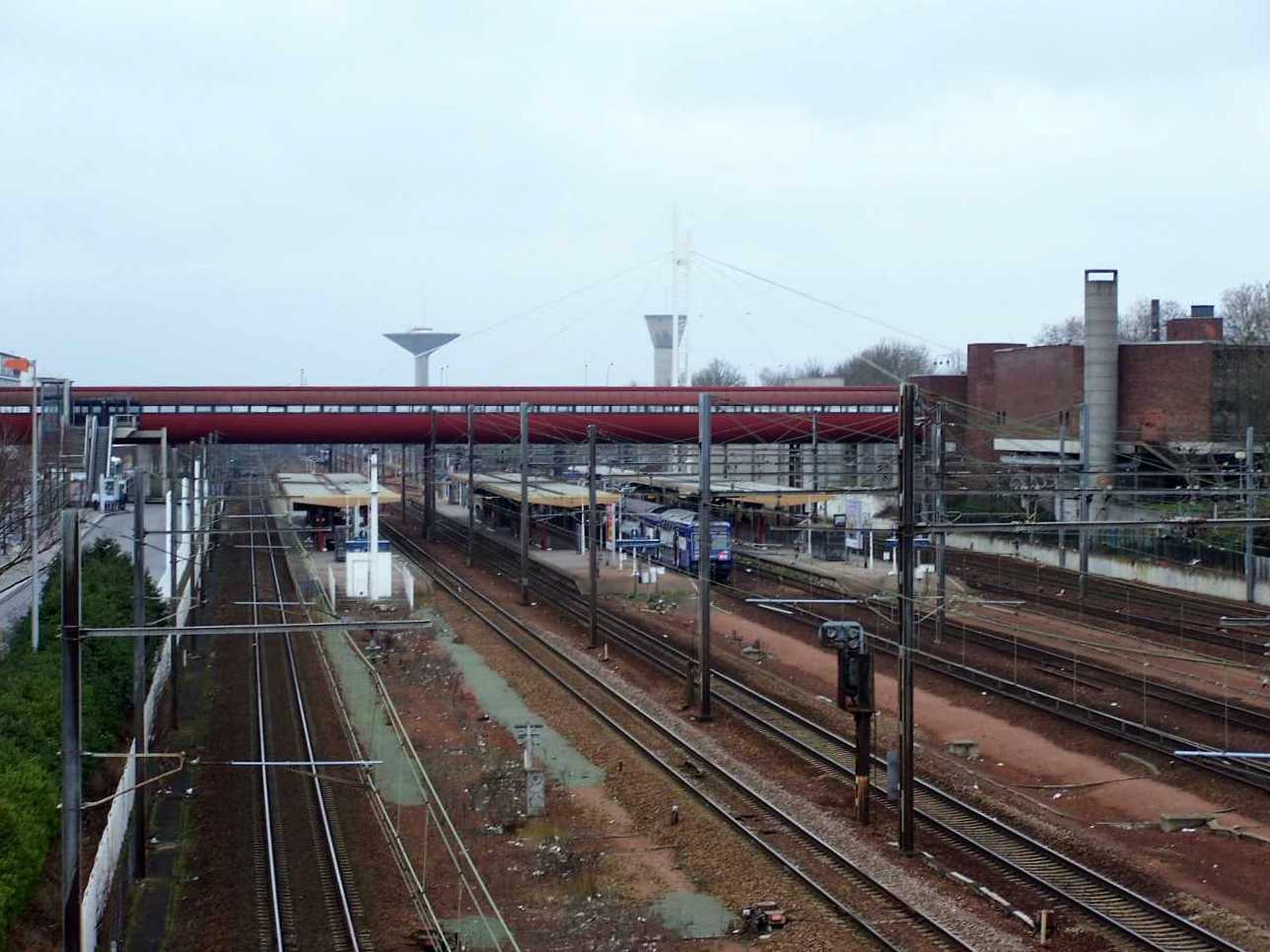
Vista geral da estação com sua passarela.
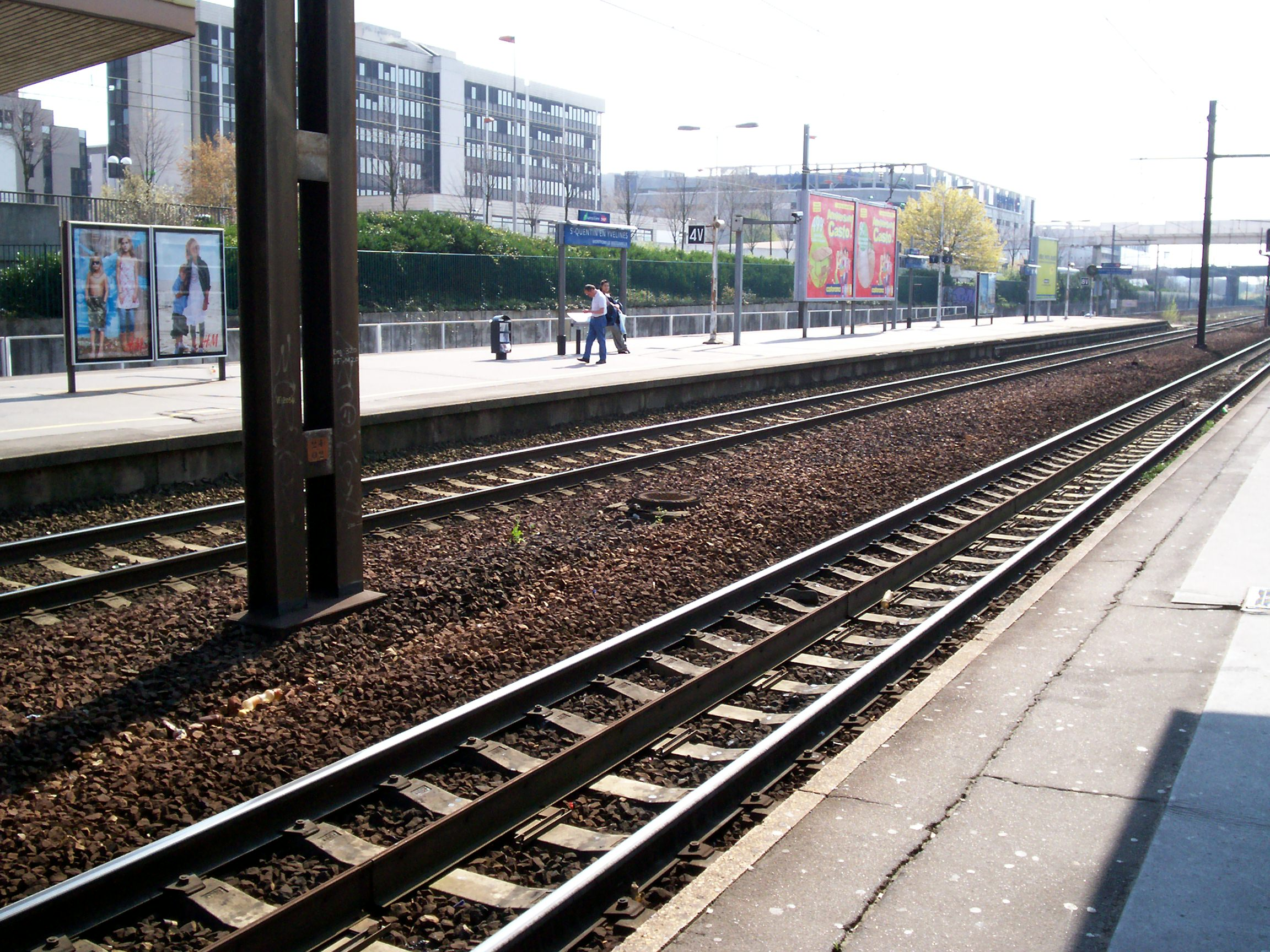
Plataformas.
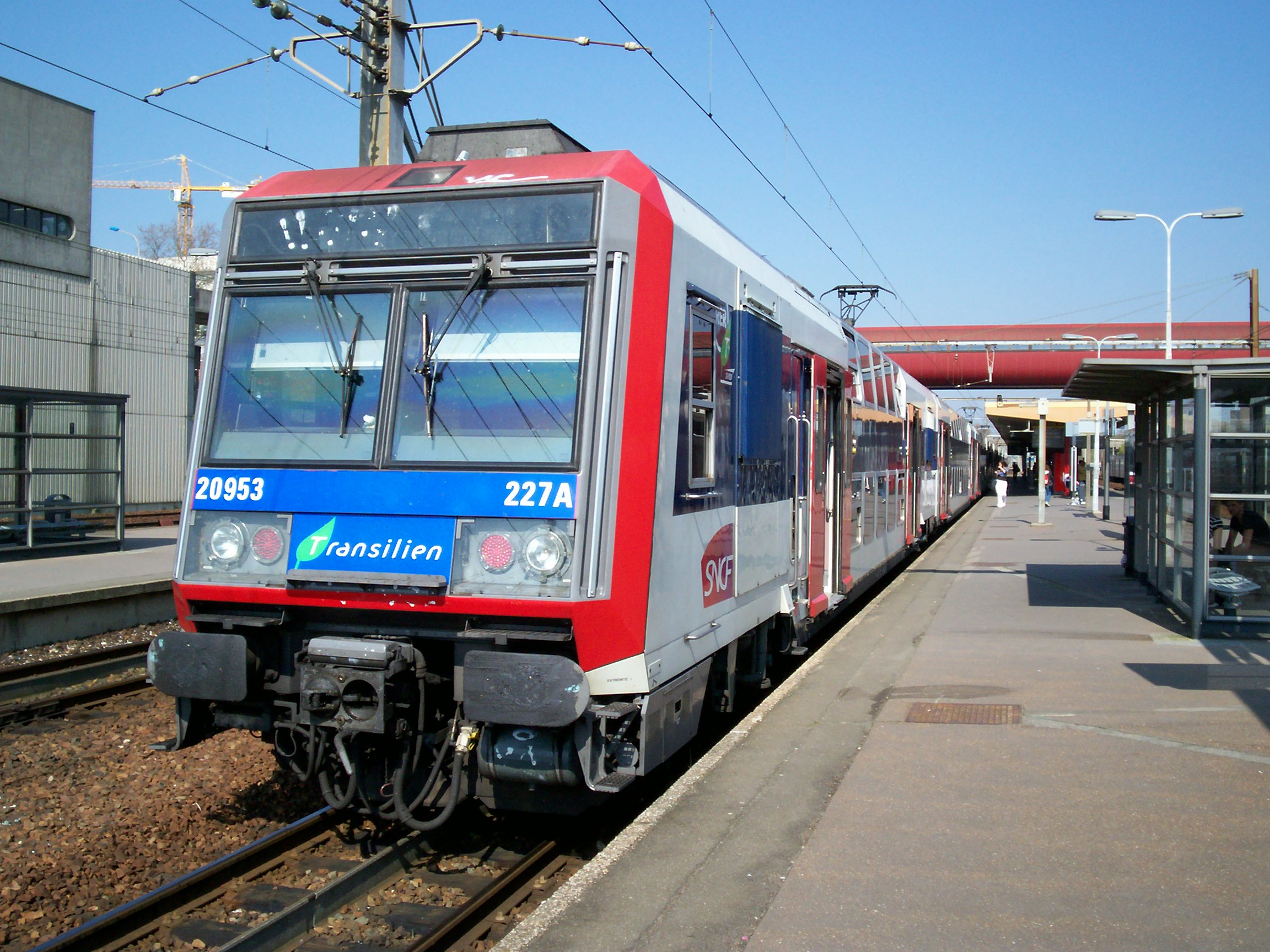
Trem Z 20900 do RER C na estação.
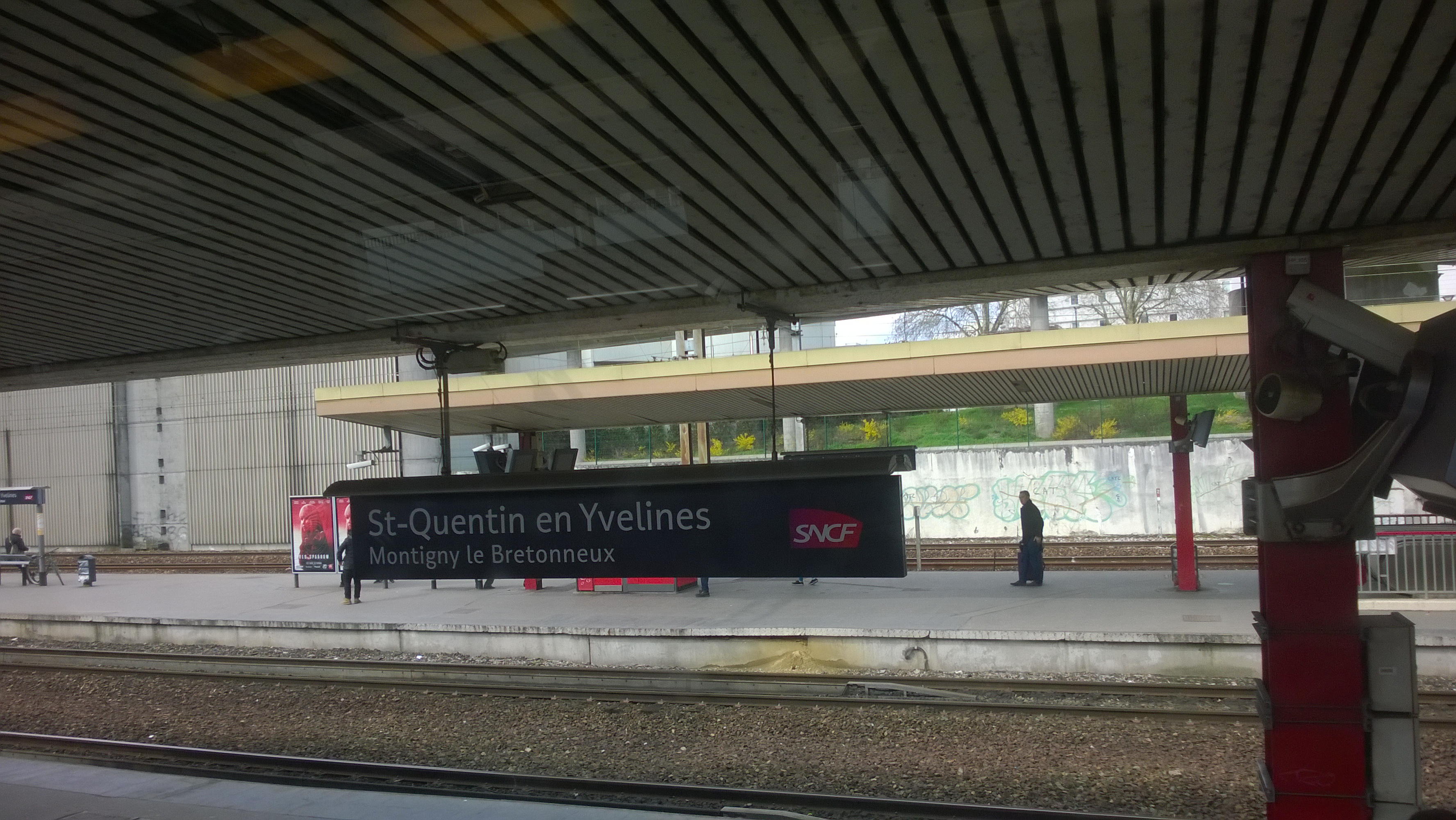
Sinalização da estação.
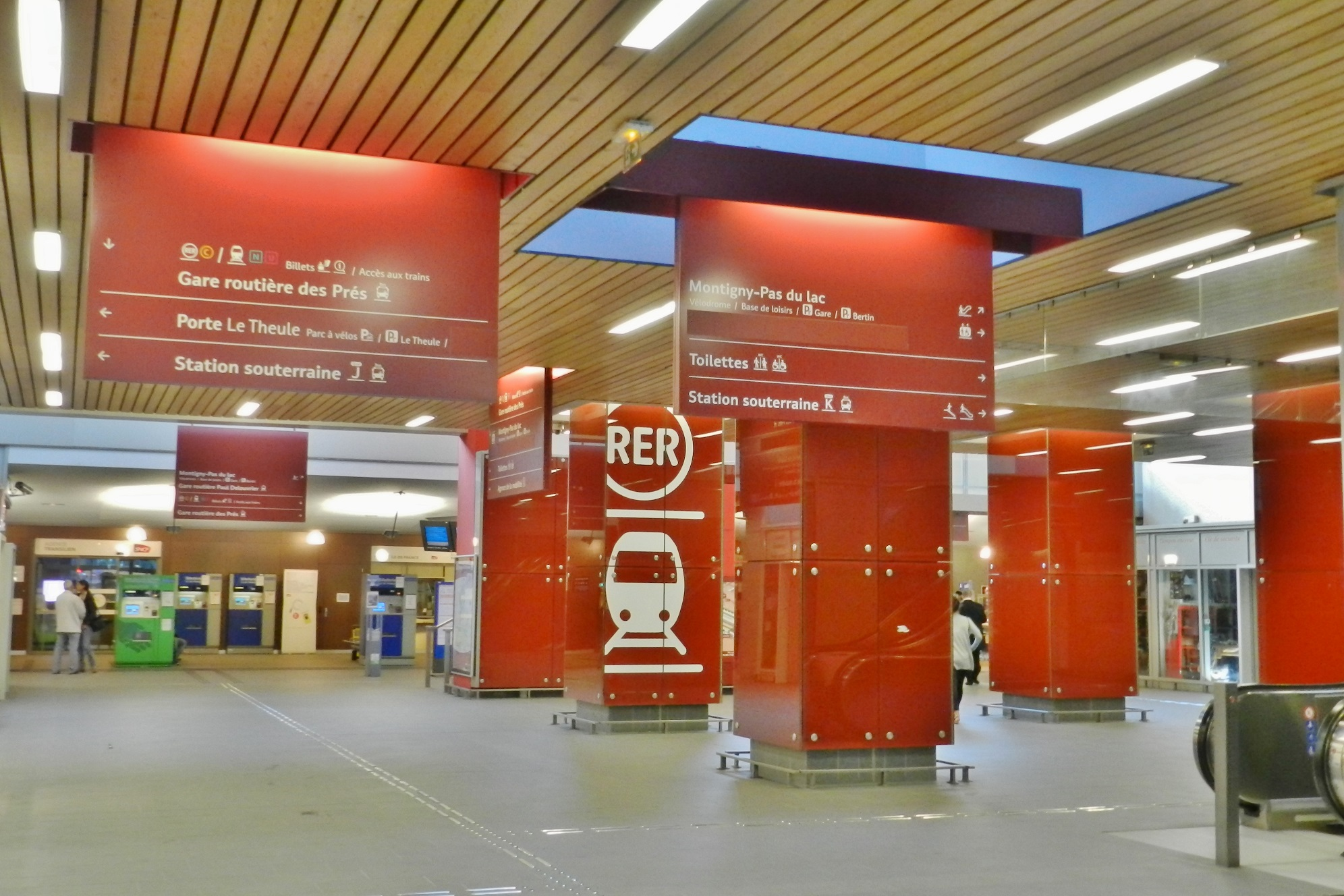
A salle des pas perdus na Estação de Saint-Quentin-en-Yvelines